# Trichoniscoides lusitanus
Trichoniscoides lusitanus är en kräftdjursart som beskrevs av Albert Vandel 1945. Trichoniscoides lusitanus ingår i släktet Trichoniscoides och familjen Trichoniscidae. Inga underarter finns listade i Catalogue of Life.